# 조웅전
《조웅전》(趙雄傳, 됴웅전)은 작자 미상의 한국 고전소설이다.

## 개요
《조웅전》의 작자가 누구인가 하는 것은 알 수 없지만, 난삽한 고사성어, 한문구, 삽입 가요들의 빈번한 사용은 어느 정도 이 작품의 작자 계층에 대하여 대변해 주고 있다. 즉 <조웅전>에서의 많은 한시구, 한문구 사용은 한문에 대한 상당한 소양이 있는 사람이라는 것을 말해 준다. 더구나 의미를 확실히 모른 채로 전사(轉寫)해 나가는 동안 이본에 따라 오자, 탈자가 생겨났거나, 혹은 전기수[이야기꾼]의 구술을 음대로 기록하여 착오된 경우라면 의미 이해는 전혀 불가능하다. 일반 서민은 고사하고라도 식자층으로서도 의미 대역(對譯)이 붙어 있지 않는 한 의미 파악은 곤란했을 것이다.
《조웅전》의 작자는 한문 식자층으로 추측해 볼 수 있다. 여기서 좀 더 추측을 진전시켜, 자유 연애, 육체적인 사랑 표현 등 전통적인 유교 이념에 배치되는 내용들이나, 전편에 걸쳐 독자의 흥미를 돋우려 했던 작가의 의식적인 배려 등으로 미루어 본다면, <조웅전>은 소설 작법의 기교가 어느 정도 발달한 시기에 있어서 상당히 전문적인 작가에 의해서 창작된 것으로 생각된다.

### 판본
≪조웅전≫은 군담소설이라 통칭되어 왔다. 군담소설이란 ‘전쟁이야기를 다룬 소설’이란 뜻이다. 따라서 군담과 군담소설은 결코 동일 개념일 수가 없다. 군담은 어디까지나 실제 역사적 근거를 가진 전쟁의 기록물인 반면, 군담소설은 픽션으로 그려진 전쟁 이야기이다.
고전소설 중에서 ≪조웅전≫처럼 이본이 많은 작품도 드물다.≪조웅전≫이 완판·경판·안성판에 모두 들어 있고, 또 많은 판본을 가지고 있음은 단적으로 이 작품이 그만큼 인기가 있었고, 많이 읽혀졌다는 근거가 된다. 말하자면 ≪조웅전≫은 고전소설의 베스트셀러로서 중판과 개판을 거듭했다고 볼 수 있을 것이다. 현존하는 이본의 수로만 보면 ≪조웅전≫이 ≪춘향전≫에 이은 과거의 인기 소설이었음은 틀림없는 사실이다. 그래서 민간에는 심지어 ‘1조웅(一趙雄) 2대봉(二大鳳)’이란 말조차 존재한다. 이는 ≪조웅전≫이 으뜸이요, ≪이대봉전≫이 버금이란 말이다. 따라서 이 작품의 한국문학사상의 의의도 매우 크다고 할 것이다.
한편 ≪조웅전≫은 작자뿐만 아니라 창작 연대에 대해서도 현재로서는 추정의 범위를 넘지 못하고 있다. 하지만 여러 가지 상황을 종합해 판단한 결과, ≪조웅전≫의 창작 연대는 기껏해야 지금으로부터 2세기 이상을 더 소급할 수 없을 것이라고 추측된다. 한 가지 주목할 만한 사실은 고전소설 제명의 구체적 언급으로 자주 거론되는 조수삼(趙秀三, 1762~1849)의 ≪추재집≫이나 소전기오랑(小田幾五郞)의 ≪상서기문≫(1794)에도 ≪조웅전≫의 이름이 실려 있지 않다는 점이다.
물론 ≪조웅전≫이 이 두 저작에 나타나지 않는다고 해서 당시 아직 창작되지 않은 때문이라고 단정해 버리는 것은 매우 성급하고도 위험한 결론이 되겠으나, ≪소대성전≫·≪설인귀전≫·≪장풍운전≫·≪장박전≫(≪장백전≫) 등이 인용되고 있는 터에, ≪조웅전≫과 같은 인기 소설이 빠져 있다는 것은 당시에는 아직 이 작품이 없었다는 것을 추측해볼 수 있다.

### 저작 시기
이제까지 알려진 완판본 중에서 간행 시기가 적힌 것으로 다음과 같은 것들이 있다.
1. 병오개간(丙午開刊)
2. 계묘중간(癸卯重刊)
3. 무술신판(戊戌新版)
4. 임진신간(壬辰新刊)

19세기 이후에서 병오년을 찾아보면 1846년과 1906년이 나타난다. 그런데 개간(開刊) 연대를 1906년으로 볼 수는 없으므로, 병오년은 자연 1846년이 되지 않을 수 없다. 한편 상기 2~4는 모두 중간 또는 신간이므로 개간 연대인 1846년을 넘지 못함은 당연하다. 그러므로 임진·계묘·무술은 각각 1892, 1898, 1903년에 해당되겠다. 이러한 생각은 물론 판각소가 달랐다고 한다면 각각 1832, 1838, 1843년으로 될 수도 있다. 또한 ≪추재집≫과 ≪상서기문≫을 고려하지 않고 병오년을 추정한다면 120년 전인 1726년도 가능하다.
그러나 아무리 소급하더라도 120년 전인 1726년은 될 수 없다고 본다. 왜냐하면 1726년은 영조 2년으로, 이제껏 밝혀진 바에 의하면 이때에 벌써 ≪조웅전≫과 같은 소설이 있었으리라고 추정하기는 어렵기 때문이다. 결론적으로 말하여 방각본 이전에 필사본이 있었으리라는 추정을 해본다면, ≪조웅전≫의 창작 연대는 19세기 후반이나 혹은 20세기 초임이 틀림없을 듯하다.

### 특징
≪조웅전≫이 특이한 점은, 주인공의 탄생에서 기자(祈子) 정성이나 태몽이라든가 천상인의 하강과 같은 모티브가 전연 보이지 않는다는 것이다. 다른 대부분의 군담소설들이 발단부에서 하나의 투식으로 기자·태몽이 제시되고, 주인공의 신분이 고귀하고 그 능력이 초월적임을 예시하기 위하여, 천상 선관 또는 ‘아무 별[某星]’의 적강(謫降)을 보이는 데 대하여, ≪조웅전≫에서는 이것이 결여되어 있다는 것은 작가의 의도적인 배려인 것처럼 보인다. 그 의도적인 배려란 조웅의 비범한 능력이 선천적인 것이 아닌 후천적인 것이라는 강조하는 것이다.
≪조웅전≫의 전개 방식이 다른 군담소설류와 다르다고 할 수 있는 것은 그 편년체 서술 방식을 들 수 있겠다. 물론 거의 모든 고전소설이 어떤 특별한 경우가 아니면 현대소설과 역시간적(逆時間的)인 구성 방법을 취하고 있는 경우란 드물어서 보통 순행적인 전개 방식을 취하므로 이것은 엄격히 말하면 편년체적 구성 방법이라고도 할 수 있을 것이다. 그러나 여기서 편년체 서술 방식이라 함은 간지(干支)로써 시간의 경과를 나타내고 있는 경우만을 말한다. 고전소설에서 이처럼 간지를 써서 사건의 진행을 나타내는 작품은 ≪화사≫와 같은 역사체 소설을 제외하면 찾아보기 어려운 것인데, 이와 같은 특징적인 수법을 작가가 쓰고 있는 것은 객관성을 유지하기 위하여 ≪사기≫와 같은 역사서로부터 작가가 의도적으로 차용한 것이라고 추측된다.
그리고 군담의 묘사에 있어서도 다른 군담소설에서와 같은 바람과 비를 부르고(呼風喚雨) 또는 범과 표범으로 변하는(作虎作豹) 것과 같은 도술전(道術戰)이 거의 제거되어 있어 덜 환상적이다. 요컨대 이상에서 말한 역사적 기술 방법인 편년체의 차용, 주관적인 작자의 목소리의 제거, 도술전의 제거 등은 ≪조웅전≫의 작가가 비교적 객관성을 유지하려 노력하였음을 말해주는 것이다.

### 군담
≪조웅전≫에 나타나는 군담을 살펴보기로 하자. 완판본 권상에는 군담이 전연 없고, 권2에는 조웅과 장소저의 기연 및 태자와의 상봉담이 대부분을 차지하고 있어서 군담으로는 번왕과의 싸움이 약간 보일 뿐이고 권3에 가서야 비로소 군담이 중심을 이루고 있다. 그러므로 ≪조웅전≫에서 군담이 차지하는 분량은 전체의 약 3분의 1가량 되는 셈이다. 일반적으로 대다수의 군담소설이 그러한 것처럼 ≪조웅전≫의 군담은 구체적ㆍ사실적인 전쟁 모습을 보여 준다기보다는 실전 양상과는 거리가 먼 추상적ㆍ설명적 군담으로 되어 있다. 공식적인 대결 양상에서 우리가 개성이 있는 장수의 모습이나 특징적인 전법의 모습을 찾는다는 것은 헛일이 아닐 수 없다. 또한 모사의 등장이 없으니 지혜 싸움도 나타나지 않는다.
≪조웅전≫의 군담에서 좀 특이한 점을 찾는다면, 진법의 사용이 보이지 않는다는 점과 도술전이 거의 없다는 점일 것이다. 이미 월경도사와 철관도사로부터 신통한 술법을 배운 조웅이 그 기이한 술법을 별로 전장에서 사용하지 않는다는 것은 이상한 느낌이 들 정도다.
그리고 ≪조웅전≫에서 또 하나 특이한 점은 항복한 장수에 대한 처리 문제라 하겠다. 조웅은 위국을 침범하였던 번왕을 사로잡아 송나라 조정에 대한 충성을 다짐받고 놓아주었다. 그러나 다시 반기를 들었으므로 조웅은 이와 다시 대결한다. 결국 번왕은 재차 사로잡혔으나 조웅은 이번에도 관대히 용서하고 놓아주었다. 반면 이두병 일파에 대해서는 가혹하리만치 항복을 용납하지 않았다. 태수 태원·장덕·최식·황덕 등의 인물들이 모두 목숨을 애걸하였으나 가차 없이 참수해 버리고 말았던 것이다. 이는 조웅의 잔인성을 보여주는 것 같기도 하지만, 실은 이두병과 같은 역신에 대한 본보기요, 또는 부친의 원수에 대한 보복이라고도 할 수 있겠다.

### 사랑
≪조웅전≫의 내용상의 주요한 특징으로 들 수 있는 것은 사랑이야기 및 삽입 가요다. ≪조웅전≫의 애정담이 특이한 것은 작중 남녀 주인공, 즉 조웅과 장소저가 다른 고전소설에서처럼 숙세(宿世)의 인연에 의한 중매로 만나게 되는 것이 아니라 자유 결혼의 형식을 취하고 있다는 점이다. 더구나 작자가 유교적 이념에 충실하면서도 이와 같은 혼전 정교를 대담하게 묘사했다는 것은 어찌 보면 배리(背理)로도 보여지나, 이 작품이 독자들에게 그처럼 인기가 높았던 것은 이런 자유분방한 결연 형식도 그 한 요이었다.

## 같이 보기
- 군담소설